# Agia Varvara (Bezirk Paphos)
Agia Varvara (griechisch Αγία Βαρβάρα, türkisch Engindere oder Ayvarvara) ist eine Gemeinde im Bezirk Paphos in der Republik Zypern. Bei der Volkszählung im Jahr 2021 hatte sie 185 Einwohner.

## Name
Der Name der Gemeinde stammt von Agia Varvara. 1958 nannten die Zyperntürken die Gemeinde Engindere, was „weite Ebene“ bedeutet.

## Lage und Umgebung

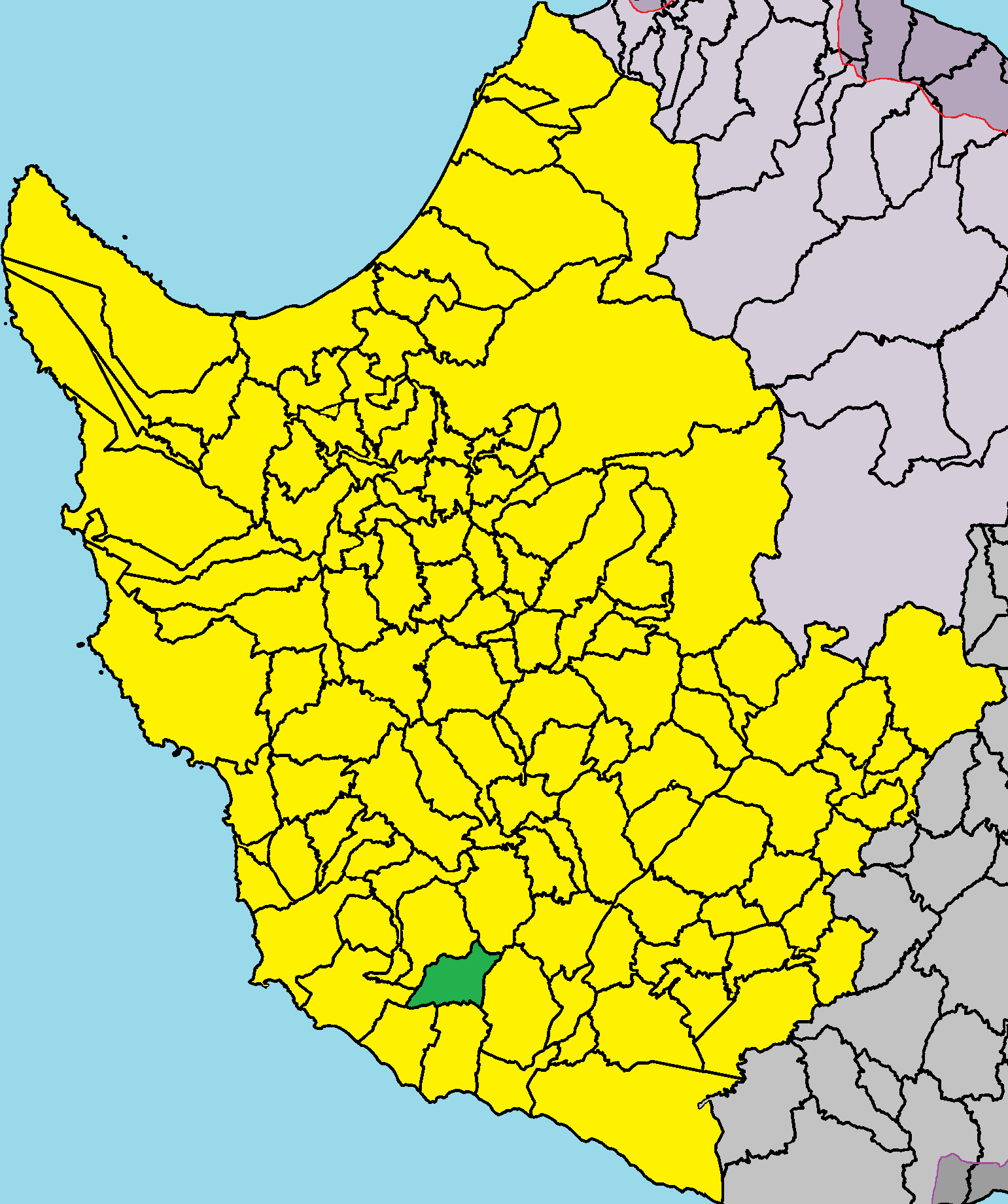
Lage im Bezirk Paphos

Agia Varvara liegt im Westen der Mittelmeerinsel Zypern auf einer Höhe von etwa 105 Metern, etwa 8 Kilometer südöstlich von Paphos. Das 7,34864 Quadratkilometer große Dorf grenzt im Westen an Geroskipou, im Norden an Marathounda, im Nordosten an Episkopi, im Osten an Anarita, im Süden an Timi und im Südwesten an Achelia. Es befindet sich rechts vom Ufer des Ezousa-Flusses. Das Dorf kann über die Straßen A6 und E606 erreicht werden.

## Geschichte
Nach archäologischen Funden, die in der Gegend entdeckt wurden, ist es möglich, dass Agia Varvara seit der mittleren Bronzezeit bewohnt war. Darüber hinaus war Agia Varvara laut dem Archäologen David Rupp, dessen Expedition in den 80er Jahren Ausgrabungen in der Gegend durchführte, eine Stadt während der zypriotischen Archaik, deren Aufgabe mit der Aufgabe von Palaipafou verbunden ist.
Laut einem englischen Diplomaten waren 1813 die Einwohner der Gemeinde ausgelöscht worden, was möglicherweise auf die Pest zurückzuführen ist, die damals viele Gebiete Zyperns heimsuchte. Bis 1975 lebten Zyperngriechen und Zyperntürken in Agia Varvara. Nach der türkischen Invasion von 1974 und dem darauf folgenden Bevölkerungsaustausch verließen die Zyperntürken Agia Varvara und ließen sich in Nordzypern nieder.

### Bevölkerungsentwicklung
| Jahr      | 1881 | 1891 | 1901 | 1911 | 1921 | 1931 | 1946 | 1960 | 1976 | 1982 | 1992 | 2001 | 2011 | 2021 |
| Einwohner | 142  | 173  | 149  | 157  | 165  | 164  | 228  | 229  | 57   | 51   | 51   | 39   | 172  | 185  |